# Modřanský hřbitov
Modřanský hřbitov se nachází v Praze 4 v městské čtvrti Modřany, mezi ulicemi Na Havránce a K Dolům.

## Historie
Nejstarší část hřbitova se nachází kolem kostela Nanebevzetí Panny Marie, postaveného roku 1329. Od roku 1802, kdy Modřany zachvátil požár, byl hřbitov neobezděný; zeď byla postavena až roku 1883. Roku 1896 byl hřbitov rozšířen jižním směrem. Ve 20. letech 20. století v době velkého rozvoje Modřan bylo uvažováno o dalším rozšíření, ke kterému došlo až roku 1949 směrem severním.
Hlavní vchod na hřbitov je na západní straně od ulice K Dolům. Zde je i vchod do kostela a z ulice sem vede schodiště. Z východní strany, z ulice Na Havránce, je boční vchod po rovině do nové části hřbitova. Mezi oběma částmi hřbitova vede ústřední cesta, na severní a východní zdi jsou umístěna urnová kolumbária.
Na hřbitově byli kromě místních obyvatel pohřbíváni také zaměstnanci modřanského cukrovaru.

### Okolí hřbitova
Na návrší jižně od hřbitova stojí zvonice postavená ve 14. století, ke které vede od roku 2015 křížová cesta.